# Prolaz između Zapuntela i Ista
Prolaz između Zapuntela i Ista este o arie protejată (sit de importanță comunitară — SCI) din Croația întinsă pe o suprafață de 541,79 ha, integral marine.

## Localizare
Centrul sitului Prolaz između Zapuntela i Ista este situat la coordonatele 44°15′27″N 14°46′44″E / 44.257524°N 14.77881°E.

## Înființare
Situl Prolaz između Zapuntela i Ista a fost declarat sit de importanță comunitară în iulie 2013 pentru a proteja un număr necunoscut de specii din flora spontană și fauna sălbatică aflate în arealul zonei.

## Biodiversitate
Situată în ecoregiunea marină mediteraneană, aria protejată conține 2 habitate naturale: Peșteri marine scufundate complet sau parțial, Straturi cu Posidonia (Posidonion oceanicae).
La baza desemnării sitului se află un număr nedeclarat de specii protejate.